# Scrittura sillabica
Una scrittura sillabica è un sistema di scrittura in cui i segni rappresentano sillabe (o vi si approssimano) per formare le parole. L'insieme di tali segni è detto sillabario. Ciascun simbolo del sillabario rappresenta tipicamente un suono consonantico opzionale seguito da uno vocalico.

## Lingue che usano sillabari
Le lingue che usano la scrittura sillabica includono la greca micenea (Lineare B), la lingua nativa americana Cherokee, la lingua africana Vai, la lingua giapponese con i kana, la lingua creola Ndyuka, (la scrittura Afaka) basata sull'inglese, e la lingua Yi in Cina. Nü shu è un sillabario che venne utilizzato per scrivere la lingua del popolo Yao in Cina. Le scritture cinese, la cuneiforme e la maya sono ampiamente sillabiche, sebbene siano basate su logogrammi. Esse vengono perciò talvolta chiamate logosillabiche.
La lingua giapponese utilizza due sillabari insieme chiamati kana, vale a dire hiragana e katakana (sviluppati intorno al 700 d.C.). Essi sono principalmente usati per scrivere qualche parola nativa ed elementi grammaticali, come pure parole straniere, per es. hotel viene scritto in giapponese con tre kana, ホテル (ho-te-ru). Poiché il giapponese utilizza molte sillabe CV (consonante + vocale), un sillabario è adatto per scrivere la lingua. Come in molti sillabari, tuttavia, in giapponese le sequenze di vocali e consonanti finali sono scritte con glifi separati, in modo che entrambe atta e kaita sono scritte con tre kana: あった (a-t-ta) e かいた (ka-i-ta). Perciò a volte viene definito come sistema di scrittura moraico.

I sillabari spesso iniziano come logogrammi semplificati, come viene qui mostrato dal sistema di scrittura del katakana giapponese. A sinistra vi è la lettera moderna, a destra l'originaria forma cinese.

Attualmente, le lingue che usano i sillabari tendono ad avere una fonotassi semplice, con una predominanza di sillabe monomoraiche (CV). Per esempio, la moderna scrittura Yi viene usata per scrivere una lingua che non presenta alcun dittongo né code sillabiche; insolitamente tra i sillabari, c'è un glifo separato per ogni combinazione consonante-vocale-tono nella lingua (a prescindere da un tono che viene indicato con un segno diacritico). Pochi sillabari hanno glifi per sillabe che non siano monomoraiche, e quelli che una volta le ebbero, nel tempo le hanno semplificate. Per esempio, il sillabario Vai originariamente aveva glifi separati per la finale delle sillabe in una coda (doŋ), una vocale lunga (soo) o un dittongo (bai), ma non disponeva di sufficienti glifi per distinguere tutte le combinazioni CV, per cui alcune distinzioni furono ignorate. La scrittura moderna si è espansa per includere tutte le more, ma allo stesso tempo si è ridotta per escludere tutte le altre sillabe. Le sillabe bimoraiche sono adesso scritte con due lettere, come in giapponese: i dittonghi sono scritti con l'ausilio dei glifi V o hV, e la coda nasale è scritta con il glifo ŋ, che può formare una sillaba di per sé nella Vai. Nella Lineare B, che trascriveva il greco antico, una lingua con sillabe e consonanti complesse iniziali, queste erano scritte con due glifi o semplificate a uno, mentre le code erano generalmente ignorate: "ko-no-so" per Knōsos, "pe-ma" per sperma.
Il Sillabario cherokee generalmente usa vocali mute per la coda delle consonanti, ma ha anche un glifo per /s/, che può essere usato sia come coda che come gruppo consonantico iniziale /sC/.

### Differenza dall'abugida

Sillabario Cherokee

Le lingue indiane ed etiopiche hanno un tipo di alfabeto chiamato abugida o alfasillabario. Esso è talvolta confuso con i sillabari ma, diversamente da essi, tutte le sillabe che iniziano con la stessa consonante sono basate sullo stesso simbolo, e in genere più di un simbolo si rende necessario per rappresentare una sillaba. Nel XIX secolo, questi sistemi furono chiamati sillabici, un termine che è sopravvissuto nella definizione di sillabari aborigeni canadesi (anche abugida). 

Nel vero sillabario non c'è alcuna similarità grafica sistematica tra caratteri che condividono una comune consonante o un suono vocalico: vale a dire, i caratteri che stanno per 'ke', 'ka', e 'ko' non possiedono alcuna similitudine per indicare il loro comune suono "k" (per es. hiragana け, か, こ). Nell'abugida,  ogni grafema rappresenta tipicamente una sillaba, ma i caratteri che rappresentano i suoni relativi sono graficamente simili (in genere, una base comune consonantica viene annotata in un modo più o meno consistente per rappresentare la vocale nella sillaba). Per esempio, nella scrittura devanāgarī, un abugida, al grafema di base ⟨क⟩ ka, si possono aggiungere dei diacritici per kā, ke e ko, rispettivamente ⟨का⟩, ⟨के⟩ e ⟨को⟩.

## Confronto con l'alfabeto inglese
La lingua inglese utilizza strutture sillabiche complesse, ragion per cui non è 'economico' rendere parole inglesi tramite un sillabario: in inglese, infatti, un sillabario "puro" richiederebbe un glifo separato per ogni sillaba. Perciò si renderebbe necessario separare i simboli per "bag", "beg", "big", "bog", "bug"; "bad", "bed", "bid", "bod", "bud", ecc. Tuttavia, tali sistemi puri sono rari. Un metodo alternativo non ortodosso volto a risolvere questo problema, e comune a molti sillabari sparsi per il mondo (includendovi i prestiti inglesi nel giapponese), è scrivere una "vocale d'eco" (echo vowel), come se la coda sillabica fosse una seconda sillaba: ba-gu per "bag", ecc. Un altro comune approccio è semplicemente quello di ignorare la coda, in modo che "bag" verrebbe a scriversi ba. Questo ovviamente non funzionerebbe bene per l'inglese, ma era uso nella scrittura greca micenea, quando la parola della radice era di due o tre sillabe lunghe e la coda sillabica era una consonante debole come n o s (esempio: chrysos scritto come ku-ru-so).
Una soluzione diversa è quella utilizzata nella scrittura maya, soluzione di natura invece sottrattiva. Per esempio, bag sarebbe stato scritto ba-ga, dove la seconda vocale viene ignorata, se essa è identica alla prima. Per scrivere la parola "baga", si scriverebbe ancora ba-ga come facevano i Maya, lasciandola indistinta come se equivalesse a "bag" o "baga", o scrivere ba-ga-a, in modo che la seconda a venga sottratta, ma facendo rimanere la terza.